# Wolfgang Dessecker
Wolfgang Dessecker (Stoccarda, 18 agosto 1911 – Stoccarda, 26 marzo 1973) è stato un mezzofondista tedesco.
Nel 1934 fu medaglia di bronzo ai campionati europei di atletica leggera sulla distanza degli 800 metri. Nel 1936 prese parte ai Giochi olimpici di Berlino, sempre negli 800 metri, ma fu eliminato durante le fasi di qualificazione.

## Palmarès
| Anno | Manifestazione  | Sede    | Evento    | Risultato     | Prestazione | Note |
| ---- | --------------- | ------- | --------- | ------------- | ----------- | ---- |
| 1934 | Europei         | Torino  | 800 metri | Bronzo        | 1'52"2      |      |
| 1936 | Giochi olimpici | Berlino | 800 metri | elim. qualif. | 1'55"3      |      |